# Fagin's Freshman
Pour plus de détails, voir Fiche technique et Distribution.
Fagin's Freshman est un cartoon Merrie Melodies réalisé par Ben Hardaway et Cal Dalton en 1939.